# Watronville
Watronville település Franciaországban, Meuse megyében. Lakosainak száma 102 fő (2022. január 1.). Watronville Châtillon-sous-les-Côtes, Grimaucourt-en-Woëvre, Haudiomont, Manheulles és Ronvaux községekkel határos.

## Népesség
A település népessége az elmúlt években az alábbi módon változott:
| Lakosok száma | 134  | 101  | 112  | 107  | 114  | 111  | 105  | 102  | 101  | 102  |
|               | 1968 | 1982 | 1990 | 2006 | 2013 | 2015 | 2017 | 2019 | 2020 | 2022 |